# Aus Holbergs Zeit
Aus Holbergs Zeit – Suite im alten Stil (norwegisch Fra Holbergs tid – Suite i gammel stil) op. 40 ist eine fünfsätzige Suite in G-Dur von Edvard Grieg, die er ursprünglich als Klavierwerk komponierte, die aber in einer von Grieg selbst geschriebenen Version für Streichorchester bekannter wurde.

## Hintergrund und Aufbau
Grieg komponierte die Suite anlässlich des Jubiläums zum 200. Geburtstag des dänisch-norwegischen Dichters Ludvig Holberg im Jahr 1884. Formal ist der Stil der Musik den typischen höfischen Tanz- und Liedformen des frühen 18. Jahrhunderts, also zu Lebzeiten Holbergs, nachempfunden, während die melodisch-harmonischen Anleihen in einem deutlich neoklassizistischen Stil (oder anders ausgedrückt in einem „romantischen“ Blick auf die Musik der Klassik) gehalten sind. Die Sätze lauten wie folgt:
- Präludium (Allegro vivace)
- Sarabande (Andante)
- Gavotte (Allegretto)
- Air (Andante religioso)
- Rigaudon (Allegro con brio)

## Rezeption
Obwohl die beiden Peer-Gynt-Suiten Griegs bekannter sind als die Holberg-Suite, halten viele Musikkritiker die Werke für gleichwertig. Die Suiten werden heute häufig gemeinsam aufgeführt und als Einspielungen veröffentlicht.